# Westfront (Erster Weltkrieg)

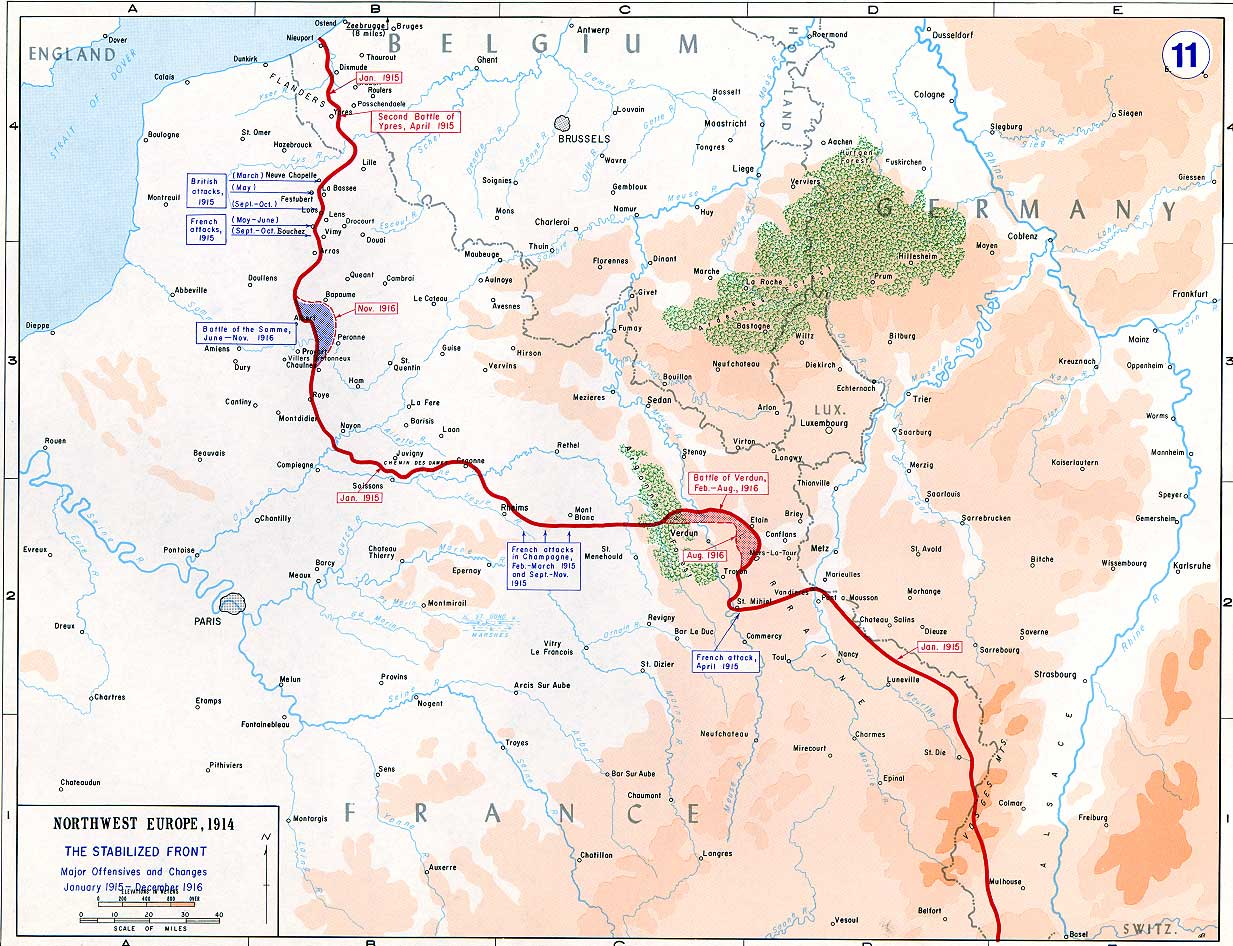
Westfront 1915–1916

Westfront ist die deutsche Bezeichnung für die sich über rund 750 km Länge vom Ärmelkanal bis an die Schweizer Grenze erstreckende Front des Ersten Weltkrieges in Frankreich und Belgien; deutsches Gebiet war nur auf kurzen Strecken in Elsaß-Lothringen berührt. Die nördlichsten 60 km der Front verliefen auf belgischem Gebiet; sie wurde im Norden durch die Nordsee begrenzt.

## Entstehung und Verlauf
Die Westfront entstand nach dem Erstarren der deutschen und alliierten Fronten zum Stellungskrieg im Oktober/November 1914. Sie verlief von der Nordseeküste in südöstlicher Richtung auf belgischem, französischem und deutschem Gebiet (in Deutsch-Lothringen und dem Oberelsass). Vor den abschließenden Offensiven der Ententemächte in Spätsommer und Herbst 1918 änderte sich ihr Verlauf während des Krieges nur unwesentlich – abgesehen vom Rückzug der Deutschen in die Siegfriedstellung 1917 und der deutschen Frühjahrsoffensive 1918.

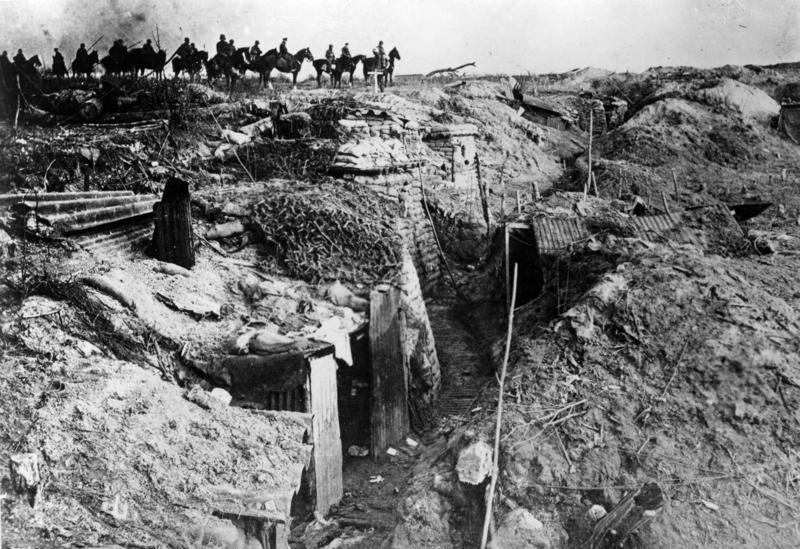
Stab einer Infanterie-Division beim Überschreiten einer genommenen britischen Stellung, 1918

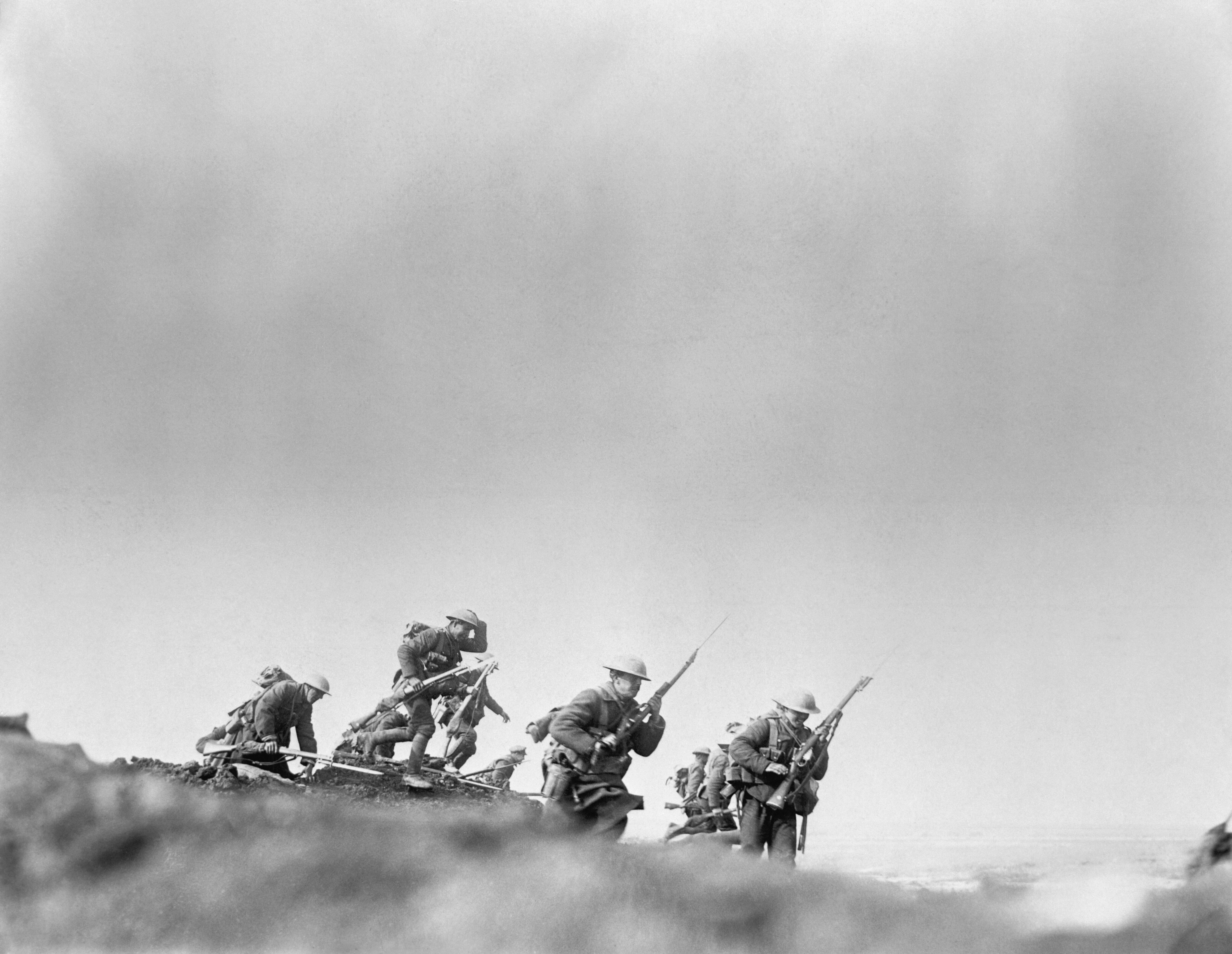
Kanadische Soldaten verlassen für einen Angriff in der Schlacht an der Somme ihre Gräben (für den Fotografen hinter der Front nachgestellte Szene)

Der Krieg an der Westfront steht für unermessliches Leid der Soldaten beider Seiten. Dies schloss Großangriffe der Infanterie gegen stark ausgebaute und von Maschinengewehren verteidigte Stellungen, den Gaskrieg, tagelangen Artilleriebeschuss und Artillerieduelle bis dato ungekannten Ausmaßes, die ersten Luftkämpfe und den Minenkrieg mit ein. Millionen von Soldaten wurden an dieser Front verwundet oder getötet. Gebeine hunderttausender Gefallener liegen entlang der Westfront in hunderten von Soldatenfriedhöfen bzw. Beinhäusern oder bis heute unentdeckt in der Kraterlandschaft, die vor allem durch den intensiven Einsatz der Artillerie entstand. In den als Zone rouge bezeichneten Hauptkampfgebieten liegen noch viele Munitions- und Giftgasreste im Boden. Der Frontverlauf des Stellungskrieges ist bis heute noch an vielen Stellen zu erkennen.

## Sundgau und Vogesen
Der südlichste Frontabschnitt erstarrte bereits im Herbst 1914 zum Stellungskrieg. Von der Schweizer Grenze bei Bonfol aus durchlief sie den Sundgau ostwärts Thann. Von dort stieg sie dann auf den östlichen Vogesenkamm zum 1915 heftig umkämpften Hartmannsweilerkopf. Westlich davon hatten sich französische Truppen festgesetzt, die vom 1.247 Meter hohen Elsässer Belchen die südlichen Vogesen und die Burgundische Pforte überwachten. Die Front folgte den Vogesen, passierte die Höhen bei Munster und Urbeis, wo von August bis Oktober 1915 der Lingekopf heftig umkämpft, aber bis Kriegsende von deutschen Truppen gehalten wurde. Von dort zogen sich die Stellungen über den Bonhomme-Pass und den Ste.-Marie-Pass dahin, wo sie die deutsch-französische Grenze überquerten und auf der westlichen Kammseite die Ausläufer der mittleren Vogesen bei Höhe 607, La Fontenelle und Chapelotte-Pass passierten.

## Lothringen

### Mosel, Woëvre, Maas
Im Frontgebiet zwischen den Côtes de Moselle und den Côtes de Meuse, der hügeligen Ebene Lothringens zwischen Mosel und Maas, erstarrte die Front bereits ab Mitte September 1914. Hier war es den deutschen Truppen in der Schlacht vor Lunéville (bei Rozelieures und Gerbéviller) nicht gelungen, auf Épinal durchzustoßen und den französischen Nordarmeen in den Rücken zu fallen. Ebenso war der französische Angriff Richtung Saarburg gescheitert. Die Linien überquerten die Mosel bei Pont-à-Mousson; danach verlief die Front durch den Priesterwald und zog sich dann vor Flirey und Limey in Ost-West-Richtung südlich des die Ebene dominierenden Montsec (frz.: Butte de Montsec) bis vor Apremont dahin. Durch den Wald von Apremont und Ailly erreichten die Stellungen dann das Ende September 1914 von bayerischen Truppen genommene Fort Victor (Fort du Camp-des-Romains) und bildete dort den Frontbogen von Saint-Mihiel, den südlich der Maas gelegenen wichtigen deutschen vorgeschobenen Brückenkopf, welcher weit nach Süden ausragend die Woëvre-Ebene überwachte. Die Front bog von dort scharf nach Norden zurück und verlief dort am östlichen Ufer der Maas.

### Verdun, Argonnen
Ostwärts der Maas erklomm die Frontlinie die bewaldeten Höhen und erreichte dann die Zwillingshöhen von Combres und Les Éparges.
Sie zog sich von den Maashöhen wieder hinabsteigend in einem großen Bogen in nordwestlicher Richtung vor Étain und unterhalb der Höhen entlang und überquerte nördlich vom Festungsgürtel um Verdun die Maas.
Dieser Frontbogen war während der Schlacht um Verdun 1916 das Hauptkampfgebiet. Nach Westen verlief die Front weiter über den Toten Mann mit dessen beiden umkämpften Höhen 265 und Höhe 295, um weiter in westlicher Richtung über die Höhe von Vauquois die Argonnen, den südlichen Ausläufer der Ardennen, zu erreichen. In deren Bergen, Schluchten und zerstörten Wäldern tobten bis September 1915 heftige Gefechte mit Minensprengungen und Stoßtruppunternehmen, bis die Front hier ab Herbst 1915 ebenfalls erstarrte.

## Champagne

### Champagne pouilleuse, Reims
Vom Westrand der Argonnen bei Sainte-Menehould verlief die Front westlich über die Höhen und kargen Kreideböden der nördlichen Champagne, vorbei am Kanonenberg (Mont Têtu), wo sich ein großer, staubiger und nahezu baumloser Truppenübungsplatz mit weitem Schussfeld erstreckte. Die Stellungen verliefen entlang der im Krieg ausgelöschten Dörfer Perthes, Mesnil-lès-Hurlus, Tahure und Ripont vorbei an der Ferme Navarin, dann entlang der östlich Reims vorgelagerten Hügelkette massif de Moronvilliers (der bekannteste der sieben Hügel ist der Mont Cornillet) im Viertelbogen um die ebenfalls von einem Festungsgürtel umgebene Stadt und weiter nördlich an ihr vorbei. Reims, die Hauptstadt der Champagne und berühmt durch die Krönungskathedrale der französischen Könige, lag während des Krieges nahe der Frontlinie; sie erlitt vor allem durch Artilleriegeschosse schwere Schäden (Näheres hier).

### Aisne, Chemin des Dames

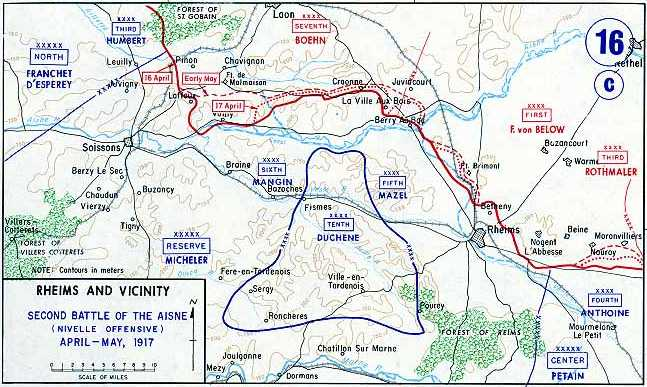
Champagne, Frontverlauf 1917

Die Front folgte ab bei Berry-au-Bac der nach Westen dahinfließenden Aisne, kreuzte die Höhe 108 und zog sich weiter in nordwestlicher Richtung bis an den Fuß des Chemin des Dames dahin. Dieser von deutschen Truppen gehaltene dominierende Höhenzug, im Dreieck Reims – Laon – Soissons gelegen, war Ziel der französischen Frühjahrsoffensive 1917, blieb aber in deutscher Hand. Von dort aus zog die Front sich in westlicher Richtung entlang des Bergrückens, stieg bei Vendresse hinab in das Tal der Aisne.
Die berüchtigte „Laffaux-Ecke“ nordostwärts von Soissons bildete den nach Südwest vorragenden Eckpunkt der Westfront zwischen deren nördlichem und südlichem Ende. Nach Norden zogen sich die Stellungen auf das Plateau des Soissonnais hinauf. Das Plateau von Nouvron war Schauplatz der Frontkämpfe um die Quennevières-Ferme; die Front verlief hier westlich/nordwestlich durch waldreiche Gebiete bis an die Oise südlich von Noyon, dann durch das Bergland von Thiescourt und Dreslincourt und vorbei am Plémont, um dort in die Weiten der Picardie hinabzusteigen.

## Picardie

### Somme
Bis zum Rückzug in die Siegfriedstellung (Unternehmen Alberich) zog sich die Westfront in nordwestlicher Richtung durch die endlosen Felder der „Kornkammer“ Frankreichs, westlich vorbei an Roye, wo sie die alte Römerstraße zwischen Amiens und Saint-Quentin kreuzte.
Westlich von Péronne stießen die Linien an die Somme, welche ab 1916 die Trennlinie zwischen dem französischen und dem britischen Operationsgebiet bildete und 1916 Schauplatz der Schlacht an der Somme war.
Nördlich des Flusses lief die Front in nordwestlicher Richtung auf Albert und die Höhen der Ancre zu. Im Frontbogen der Somme lagen bis zur alliierten Offensive 1916 die zerstörten, aber von den Deutschen zu Festungen ausgebauten Frontdörfer von Mametz, Fricourt, Ovillers-la-Boisselle, Thiepval, Beaumont-Hamel, Beaucourt-sur-l’Ancre, Serre und Gommecourt, dem westlichsten Punkt der Westfront.

### Artois
Weiter ging es in nordöstlicher Richtung ins Artois, in weitem Bogen um die von den Alliierten zäh verteidigte Stadt Arras und im weiteren Verlauf der Front in nördlicher Richtung über Saint-Laurent-Blangy, Roclincourt, Neuville-Saint-Vaast und durch das berüchtigte Labyrinth auf die von deutschen Truppen besetzte Höhenkette von Vimy, die 1915 von den Franzosen eingenommenen Orte Souchez, Ablain-Saint-Nazaire und Carency einschließend, hinauf auf die Loretto-Höhe. Hier tobten 1915 (Lorettoschlacht 9. Mai bis 23. Juli 1915) und 1917 (Schlacht bei Arras, April 1917) heftige Kämpfe um die Dominanz über die Höhen und den damit verbundenen kilometerweiten Ausblick in die Ebene des deutsch besetzten, strategisch wichtigen Nordfranzösischen Kohlereviers von Lens mit seinen Zechen, Kohle- und Schlackebergen und der für Truppen- und Versorgungstransporte enorm wichtigen Eisenbahnlinie Metz-Lille. Die Front verlief an Lens vorbei (35 Kilometer südlich von Lille) und schwenkte dann nach Norden schwenkend vorbei an Loos, Hulluch, dem berüchtigten Hohenzollernwerk bis an den La-Bassée-Kanal (frz. Canal d’Aire; Kanal von Béthune nach La Bassée). Von dort zog sich die Front in nordöstlicher Richtung durch Französisch-Flandern, über Givenchy, Neuve-Chapelle, Fromelles, Aubers bis an die Straße Lille – Armentières, letztgenannte Kleinstadt östlich umfassend, um dann südlich des Ploegsteert-Waldes auf belgisches Territorium zu gelangen.

## Flandern und Pas-de-Calais

### Kemmel und Ypernbogen
In Flandern zog sich die Frontlinie entlang der „Flämischen Schweiz“ über den Rücken von Messines zum beherrschenden, 159 Meter hohen und daher heftig umkämpften Kemmelberg. Auf alliierter Seite wurden die Linien vom 176 Meter hohen Mont de Cassel aus überwacht, in dessen Nähe sich am Mont des Cats das britische Hauptquartier befand. Von Wytschaete, noch heute umgeben von den Kratern gewaltiger Minensprengungen, verlief die Front über eine flache Hügelkette des Wytschaete-Bogens und umschloss im weiten Halbkreis als Ypernbogen, von den Alliierten als „Salient“ bezeichnet, Ypern von Osten. Ypern blieb zwar in alliierter Hand, lag aber bis zum Oktober 1918 im Beobachtungs- und Wirkungsbereich der höher liegenden deutschen Stellungen bei Passchendaele und Gheluvelt. Namen wie Höhe 60, Zillebeke, Zonnebeke, Bikschoote, Langemark und Steenstraat wurden zu Fanalen des Krieges. Hier fand 1915 ebenfalls der erste große Giftgasangriff des Krieges statt.

### Yser-Front
Die Front stieß nördlich von Ypern an die Yser und folgte ihrem Verlauf bis Diksmuide. Hier lagen belgische Truppen; diese hatten im November 1914 die Schleusen von Nieuwpoort gesprengt, um den deutschen Vormarsch zu stoppen; seitdem stand das Gelände nördlich davon unter Wasser, was größere Operationen verhinderte. Die Front erreichte beim von französischen Truppen besetzten Nieuwpoort und dem vom deutschen Marinekorps gehaltenen Lombardsijde auf deutscher Seite die Nordsee und damit ihren nördlichsten Punkt. Ostwärts davon sicherten schwere, weitreichende deutsche Küstenbatterien die belgische Küste und den wichtigen U-Bootstützpunkt Zeebrugge vor Angriffen alliierter Seestreitkräfte.